# Face Up
| Críticas profissionais | Críticas profissionais |
| Avaliações da crítica  | Avaliações da crítica  |
| Fonte                  | Avaliação              |
| ---------------------- | ---------------------- |
| allmusic               | [ 1 ]                  |

Face Up é o quinto álbum de estúdio da cantora britânica:Lisa Stansfield, lançado em 2001. Esse foi o último álbum de estúdio da Lisa lançado pela gravadora BMG, a gravadora ainda lançou uma coletânea e um 2 boxes com CDs remasterizados.
"Face Up" foi produzido pelo marido e colaborador de Lisa de longa data: Ian Devaney. Grande parte das faixas foram compostas pela dupla.
O álbum teve o menor desempenho dos álbuns de Lisa até então, atingindo apenas a posição de # 38 na Grã-Bretanha, onde também, logo após duas semanas, saiu completamente das charts. Dos singles do álbum, apenas o primeiro "Let's Just Call It Love", conseguiu algum sucesso, alcançando a posição de #48 no Reino Unido. O segundo single foi cancelado, devido a falta de interesse do público pelo disco.
Em 2003, o álbum foi remasterizado e foram adicionadas mais 3 faixas.

## Faixas
1. I've Got Something Better - 4:24
2. Let's Just Call It Love - 4:17
3. You Can Do That - 4:30
4. How Could You? - 4:34
5. Candy - 5:05
6. I'm Coming to Get You - 3:54
7. 8-3-1 - 4:30
8. Wish on Me - 4:49
9. Boyfriend - 4:44
10. Don't Leave Now I'm in Love - 4:17
11. Didn't I - 4:51
12. Face Up - 4:52
13. When the Last Sun Goes Down - 3:57

## Bonus tracks do cd remasterizado
- (14) All over Me - 5:08
- (15) Can't Wait to - 4:26
- (16) You Get Me - 5:36